# Keras
Keras är ett öppen källkods-API för neurala nätverk skrivet i Python. Det är utformat för att möjliggöra snabb experiment med djupinlärning och erbjuder ett användarvänligt gränssnitt för att bygga, träna och utvärdera neurala nätverk. Keras fungerar som ett hög-nivå API och kan köras ovanpå andra populära djupinlärningsbibliotek som TensorFlow, Theano och Microsoft Cognitive Toolkit (CNTK).

## Historia
Keras skapades av François Chollet, en Google-ingenjör, och släpptes första gången i mars 2015. Målet var att göra djupinlärning mer tillgänglig för en bredare publik genom att erbjuda en enklare och mer modulär API än befintliga bibliotek. År 2017 blev Keras ett officiellt stöd för backend-motorn i TensorFlow och har sedan dess blivit en integrerad del av TensorFlow-ekosystemet.

## Funktioner
- Användarvänlighet: Keras API är utformad för att vara enkel att lära sig och använda, även för användare utan djupgående kunskap om djupinlärning.
- Moduläritet: Keras modeller byggs genom att koppla ihop byggstenar som lager, aktiveringsfunktioner och optimeringsalgoritmer. Denna modulära struktur gör det enkelt att experimentera med olika arkitekturer och hyperparametrar.
- Flexibilitet: Keras stöder ett brett utbud av nätverksarkitekturer, inklusive feedforward-nätverk, convolutional neural networks (CNNs), recurrent neural networks (RNNs) och mer.
- Plattformsberoende: Keras kan köras på olika plattformar och bakändar, inklusive CPU, GPU och TPU, vilket ger flexibilitet och skalbarhet.[3]

## Användningsområden
Keras används inom en rad olika områden för djupinlärning, inklusive:
- Bildklassificering och objektigenkänning
- Naturlig språkbehandling, t.ex. maskinöversättning och textsammanfattning
- Tidsföljdsanalys, t.ex. aktiekursprediktion och taligenkänning
- Generativa modeller, t.ex. för bildgenerering och musikkomposition

## Exempel
Här är ett enkelt kodexempel i Python med Keras:
```
from
 
tensorflow
 
import
 
keras

# Skapa en enkel modell

model
 
=
 
keras
.
Sequential
([

    
keras
.
layers
.
Dense
(
10
,
 
activation
=
'relu'
,
 
input_shape
=
(
784
,)),

    
keras
.
layers
.
Dense
(
10
,
 
activation
=
'softmax'
)

])

# Kompilera modellen

model
.
compile
(
optimizer
=
'adam'
,

              
loss
=
'sparse_categorical_crossentropy'
,

              
metrics
=
[
'accuracy'
])

# Träna modellen

model
.
fit
(
x_train
,
 
y_train
,
 
epochs
=
5
)

# Utvärdera modellen

loss
,
 
accuracy
 
=
 
model
.
evaluate
(
x_test
,
 
y_test
)

```